# 下関市体育館
下関市体育館（しものせきしたいいくかん）は、山口県下関市向洋町の下関運動公園内にあった体育館。
2024年（令和6年）7月末で閉館した。

## 概要

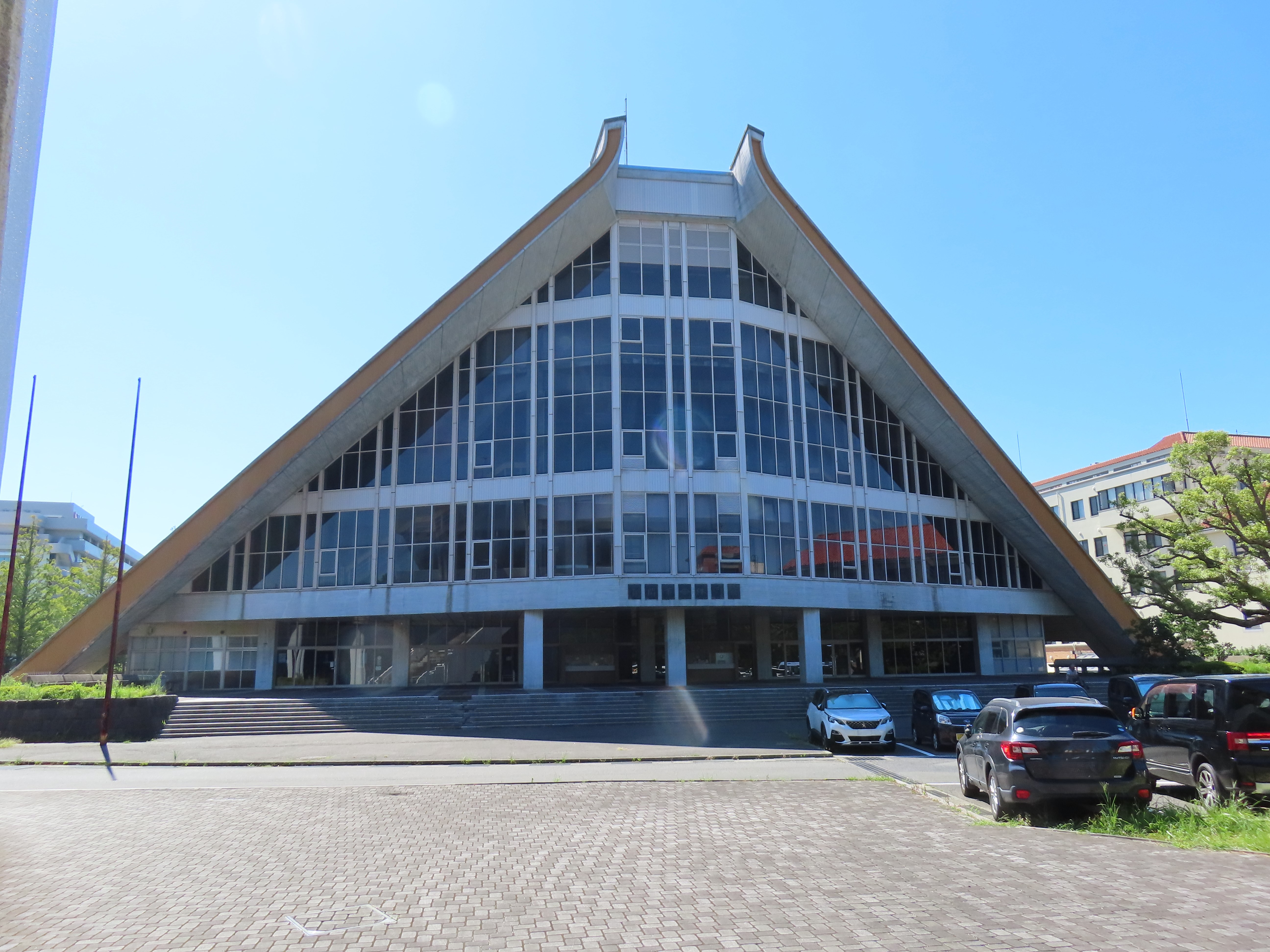
下関市体育館（正面）

第18回国民体育大会の開催を契機として、下関市営球場や下関市営下関陸上競技場のあった下関運動公園内に1963年（昭和38年）9月1日に開設された（工期は1962年9月から1963年8月）。鉄筋コンクリート造5階建てで、競技場、練習室、談話室（和洋2室）などがあった。競技場の面積は1,932 m2（42 m×46 m）で、客席数は1,264席、バレーボール3面、バスケットボール2面、バドミントン10面、ハンドボール1面の大きさだった。
丹下健三と協働したことで知られる構造家の坪井善勝が単独で設計した唯一の作品と言われており、市から坪井に示された設計条件は「文献にもない新しい構造形式をとること」だったという。舞台設計には今泉善一が協力しているほか、坪井に師事した斎藤公男が設計・工事監理を手がけているという。
3つの屋根面は細長い二等辺三角形の上部屋根と2枚の側面屋根から成っており、2つの側面屋根は前面の傾斜した2本の柱から一つの数式で表現できる変形双曲放物面を描きながら、背面で逆反りとなって終わるという特徴的な外観を持つ。このような曲面を持つ屋根としたため、屋根材は30cm角のアルミ板で葺かれている。前部はスパン43 m、高さ28 mの合掌登り梁、背面はスパン43 m、高さ14 mの矩形ラーメン構造で支持している。
老朽化に加え、1981年に改正された建築基準法の新耐震基準に対応するのが難しいことから、下関市は隣接地に新体育館（下関市総合体育館）を整備することになり、同体育館の竣工により2024年（令和6年）7月末で閉館した。今後解体・撤去後、駐車場に転用される予定となっている。

## 挿話
- 藤波辰爾がプロレスラーの夢を諦められず、当時日本プロレス所属の北沢幹之を介してアントニオ猪木と初対面を果たしたのが1970年6月16日に日本プロレス興行を行っていた下関市体育館であった[3][7]。